# Qatars herrlandslag i handboll
Qatars handbollslandslag representerar Qatar i handboll på herrsidan. Qatar är ett av Asiens bästa handbollslandslag. Förbundet grundades 1968 och har varit medlem av IHF sedan 1978. Dess nuvarande president är Khalifa Turkey Al Subei. Landslagets tränare heter Valero Riviera
Qatars handbollsförbund satsade stort inför hemma VM 2015 genom att "köpa" in halva landslaget. Hälften av landslaget har andra nationaliteter men har bytt till Qatar mot betalning. Spelarna kommer från Qatar, Egypten, Algeriet, Spanien och Balkanländerna.

## Nuvarande spelartrupp
Spelartruppen till VM 2015 med ursprungligt födelseland. 
- Zarko Marković (Montenegro)
- Hassan Mabrouk (Egypten)
- Bertrand Roine (Frankrike)
- Rafael Capote (Kuba)
- Abdulla al-Karbi (Qatar)
- Abdulrazzaq Murad (Qatar)
- Danijel Šarić (Bosnien och Hercegovina)
- Eldar Memisevic (Qatar)
- Goran Stojanović (Montenegro)
- Borja Vidal (Spanien)
- Kamalaldin Mallash (Qatar)
- Youssef Benali (Qatar)
- Hamad Madadi (Qatar)
- Hadi Hamdoon (Qatar)
- Mahmoud Hassab Alla (Qatar)
- Ameen Zakkar (Qatar)

## Meriter

### OS
- 2016: 8:e plats

### VM
- 2003: 16:e plats
- 2005: 21:a plats
- 2007: 23:e plats
- 2013: 20:e plats
- 2015: Silver
- 2017: 8:e plats
- 2019: 13:e plats
- 2021: 8:e plats
- 2023: 22:a plats

### Asiatiska mästerskapen
- 2002: Silver
- 2004: Brons
- 2006: Brons
- 2008: 5:e plats
- 2010: 5:e plats
- 2012: Silver
- 2014: Guld
- 2016: Guld
- 2018: Guld

## Kända spelare
- Ahmed Al-Saad
- Badi Abdulla
- Borhan Al-Turki
- Nasser Al-Saad